# 聖フベルトゥスの幻視
『聖フベルトゥスの幻視』（せいフベルトゥスのげんし、西: La visión de san Huberto、英: The Vision of Saint Hubert）は、1617年に板上に油彩で制作された絵画である。17世紀フランドルのバロック期の画家ヤン・ブリューゲル (父) が動物と風景を、ピーテル・パウル・ルーベンスが聖フベルトゥスの人物像を描いた。初代レガネース侯爵ディエゴ・フェリペ・デ・グスマンが所有していた作品であるが、後にスペイン王室のコレクションに入り、現在はマドリードのプラド美術館に所蔵されている。

## 作品
絵画は、7世紀の半ばに生まれた聖人フベルトゥスの物語を表している。彼は705年頃、マーストリヒトの司教に選出され、後にリエージュに移ってリエージュ最初の司教となった。中世の終わりに、フベルトゥスの生涯は聖エウスタキウスの伝説から採られた数々の逸話で豊かに彩られた。本作に描かれているフベルトゥスの物語は聖エウスタキウスの改宗の物語と同一のものであり、本作は過去に聖エウスタキウスと関連付けられてきた。
フベルトゥスが妻を失った悲しみを紛らわすために狩猟に出かけたところ、見事なシカに遭遇した。そのシカを撃とうとすると、シカの角の間に十字架に架けられたイエス・キリストが現れた。ダマスカスに向かう途中の聖パウロのようにフベルトゥスは落馬し、跪いて神の声を聞いた。これを機にフベルトゥスはキリストに帰依し、アルデンヌの森に身を引いて模範的な信者になった。彼は狩猟者の守護聖人であり、猟犬の保護者でもある。
フベルトゥスの物語は多くのフランドルの画家たちを魅了した主題であるが、しばしば素晴らしい風景を描くための口実として用いられた。本作ではヤン・ブリューゲルが描いた風景に、ルーベンスがフベルトゥスの人物像を描き加えている。2人の画家の共同制作は友情の結果であり、彼らは『花輪の聖母子』や『五感の寓意 (連作)』 (ともにプラド美術館) でもいっしょに制作に携わっている。